# Urs Widmer
Urs Widmer (21. května 1938, Basilej – 2. dubna 2014, Curych) byl švýcarský spisovatel a překladatel.

## Život
Urs Widmer se narodil jako syn překladatele, literárního kritika a středoškolského učitele Waltera Widmera. Častým hostem v domácnosti Widmerových byl německý spisovatel Heinrich Böll. Urs Widmer maturoval na basilejském gymnáziu, kde byl jeho učitelem němčiny spisovatel Rudolf Graber. Později Widmer studoval germanistiku, romanistiku a historii na univerzitách v Basileji, Montpellieru a Paříži. V roce 1966 získal doktorát v Basileji za svou dizertační práci o německé poválečné próze.
Widmer poté začal pracovat jako knižní editor, nejprve u nakladatelství Walter v Oltenu, později u německého nakladatelství Suhrkamp ve Frankfurtu nad Mohanem. Tuto práci brzy opustil, ne však samotný Frankfurt, kde žil jako spisovatel na volné noze v letech 1967 až 1984. Během této doby psal recenze pro deník Frankfurter Allgemeine Zeitung a působil jako lektor moderní německé literatury na Frankfurtské univerzitě. Jako spisovatel debutoval v roce 1968 svojí povídkou Alois. Roku 1969 spoluzakládal Verlag der Autoren, kde dosud vycházejí jeho divadelní hry. V roce 1984 se vrátil do Švýcarska, žil v Zürichu. Byl ženatý a měl jednu dceru.
Zemřel ve věku 75 let v Curychu.

## Dílo
Widmerova rozsáhlá tvorba zahrnuje romány, povídky, eseje a divadelní a rozhlasové hry. Kromě toho, stejně jako jeho otec, překládal díla jiných autorů.
Zvláštní ohlas u kritiků měla jeho (pseudo)autobiografická trilogie, vyprávějící o jeho matce (Der Geliebte der Mutter, 2000), jeho otci (Das Buch des Vaters, 2004) a o něm samotném (Ein Leben als Zwerg, 2006).
Mezi jeho významné divadelní hry patří Top Dogs, sociální satira o propuštěných top-manažerech, která byla poprvé uvedena v roce 1997.
Urs Widmer byl členem Deutsche Akademie für Sprache und Dichtung v Darmstadtu, Deutsche Akademie der Darstellenden Künste v Bensheimu, Akademie der Künste v Berlíně a Forum Stadtpark v Grazu. Jeho dílo bylo oceněno řadou německých a švýcarských literárních cen.

### Próza
- Alois. Diogenes, Zürich 1968. (Pozn.: jeho literární prvotina)[2]
- Die Amsel im Regen im Garten. Diogenes, Zürich 1971.
- Die Forschungsreise. Diogenes, Zürich 1974.
- Schweizer Geschichten. Hallwag, Bern 1975.
- Die gelben Männer. Diogenes, Zürich 1976.
- Vom Fenster meines Hauses aus. Diogenes, Zürich 1977.
- Hand und Fuss. Ein Buch. Moon Press, Den Haag 1978.
- Shakespeares Geschichten. Band 2. Diogenes, Zürich 1978.
- Fotos. Patio (PA-RA-BÜ 25), Frankfurt am Main 1980.
- Das Urs-Widmer-Lesebuch. Diogenes, Zürich 1980.
- Das enge Land. Diogenes, Zürich 1981.
- Liebesnacht. Diogenes, Zürich 1982.
- Die gestohlene Schöpfung. Diogenes, Zürich 1984.
- Indianersommer. Diogenes, Zürich 1985.
- Das Verschwinden der Chinesen im neuen Jahr. Diogenes, Zürich 1987.
- Auf, auf, ihr Hirten! Die Kuh haut ab! Diogenes, Zürich 1988.
- Der Kongreß der Paläolepidopterologen. Diogenes, Zürich 1989.
- Das Paradies des Vergessens. Diogenes, Zürich 1990.
- Der blaue Siphon. Diogenes, Zürich 1992
- Liebesbrief für Mary. Diogenes, Zürich 1993.
- Im Kongo. Diogenes, Zürich 1996
- Vor uns die Sintflut. Diogenes, Zürich 1998.
- Das Buch der Albträume. Sanssouci bei Nagel & Kimche, Zürich 2000
- Der Geliebte der Mutter. Diogenes, Zürich 2000.
- Das Buch des Vaters. Diogenes, Zürich 2004.
- Ein Leben als Zwerg. Diogenes, Zürich 2006.
- Valentin Lustigs Pilgerreise. Bericht eines Spaziergangs durch 33 seiner Gemälde. Diogenes, Zürich 2008.
- Herr Adamson. Diogenes, Zürich 2009.
- Stille Post. Diogenes, Zürich 2011, ISBN 978-3-257-06790-3.
- Reise an den Rand des Universums. Diogenes, Zürich 2013, ISBN 978-3-257-06868-9.

### Divadelní hry
- Die lange Nacht der Detektive. Zürich 1973, ISBN 3-257-20117-6.
- Nepal. Frankfurt am Main 1976.
- Stan und Ollie in Deutschland. Frankfurt am Main 1979.
- Züst oder Die Aufschneider. Frankfurt am Main 1979.
- Dr neu Noah. Frankfurt am Main 1984.
- Alles klar. Stan und Ollie in Deutschland. Frankfurt am Main 1988.
- Jeanmaire. Ein Stück Schweiz. Frankfurt am Main 1992.
- Der Sprung in der Schüssel. Frölicher – ein Fest. Frankfurt am Main 1992.
- Sommernachtswut. Frankfurt am Main 1993.
- Top Dogs. Frankfurt am Main 1996.
- Die schwarze Spinne. Sommernachtswut. Frankfurt am Main 1998.
- König der Bücher. Bankgeheimnisse. Frankfurt am Main 2001.
- Münchhausens Enkel. Zürich 2012.
- Das Ende vom Geld. Darmstadt 2012.

## České překlady z němčiny
- Milenec mé matky (orig. 'Der Geliebte der Mutter'[3]). 1. vyd. Praha; Litomyšl: Paseka, 2006. 103 S. Překlad: Michaela Jacobsenová
- Top dogs (orig. 'Top Dogs'). 1. vyd. Praha: Divadelní ústav, 1997. 47 S. Překlad: Jitka Jílková (Pozn.: divadelní hra)